# Weilheim an der Teck
Weilheim an der Teck är en stad i Landkreis Esslingen i regionen Stuttgart i Regierungsbezirk Stuttgart i förbundslandet Baden-Württemberg i Tyskland.
Kommunen ingår i kommunalförbundet Stadt Weilheim an der Teck tillsammans med kommunerna Bissingen an der Teck, Holzmaden, Neidlingen och Ohmden.